# فرنسيس رينو (نحات)
فرنسيس رينو (بالفرنسية: Francis Renaud)‏ هو نحات فرنسي، ولد في 26 نوفمبر 1887 في سانت بريوك في فرنسا، وتوفي بنفس المكان في 17 ديسمبر 1973.